# Order Zasługi Landu Szlezwik-Holsztyn
Order Zasługi Landu Szlezwik-Holsztyn (niem. Verdienstorden des Landes Schleswig-Holstein) – najwyższe odznaczenie landu Szlezwik-Holsztyn ustanowione 26 sierpnia 2008 roku, nadawane w jednej klasie za zasługi dla landu, zarówno mieszkańcom, jak i osobom spoza landu. Zastąpił ustanowiony w 1978 roku Medal Szlezwik-Holsztynu (Schleswig-Holstein-Medaille), zaś osoby odznaczone wcześniej medalem zostały automatycznie damami względnie kawalerami orderu. Zgodnie ze statutem, liczba żyjących odznaczonych nie powinna przekraczać 500 osób.

## Oznaka
Oznaką orderu jest srebrny krzyż maltański o ramionach pokrytych na awersie czerwoną emalią i biało obramowanych. Na okrągłym, nieemaliowanym środkowym medalionie znajduje się godło Szlezwiku (dwa lwy) oraz Holsztynu (liść pokrzywy). Odwrotna strona jest gładka. Oznaka jest noszona po lewej stronie piersi na niebieskiej wstążce. Baretka orderu jest uzupełniona srebrnymi paskami wzdłuż brzegów oraz miniaturą oznaki pośrodku.